# Крамарщина
Крама́рщина —  село в Україні в Миргородському районі Полтавської області. Населення становить 0 осіб. Входить до складу Сергіївської сільської громади.

## Географія
Село Крамарщина розташоване за 4 км від лівого берегу річки Хорол. На відстані 2 км розташовані села Пирятинщина та Лободине.
По селу тече струмок, що пересихає із заґатою. 

## Історія
1861 — дата заснування.
Село постраждало внаслідок геноциду українського народу, проведеного окупаційним урядом СРСР 1923-1933 та 1946-1947 роках.
До 2016 року орган місцевого самоврядування — Розбишівська сільська рада.

## Населення

### Мова
Розподіл населення за рідною мовою за даними перепису 2001 року:
| Мова       | Кількість | Відсоток |
| ---------- | --------- | -------- |
| українська | 22        | 88%      |
| румунська  | 3         | 12%      |
| Усього     | 25        | 100%     |